# Équipe cycliste Koga

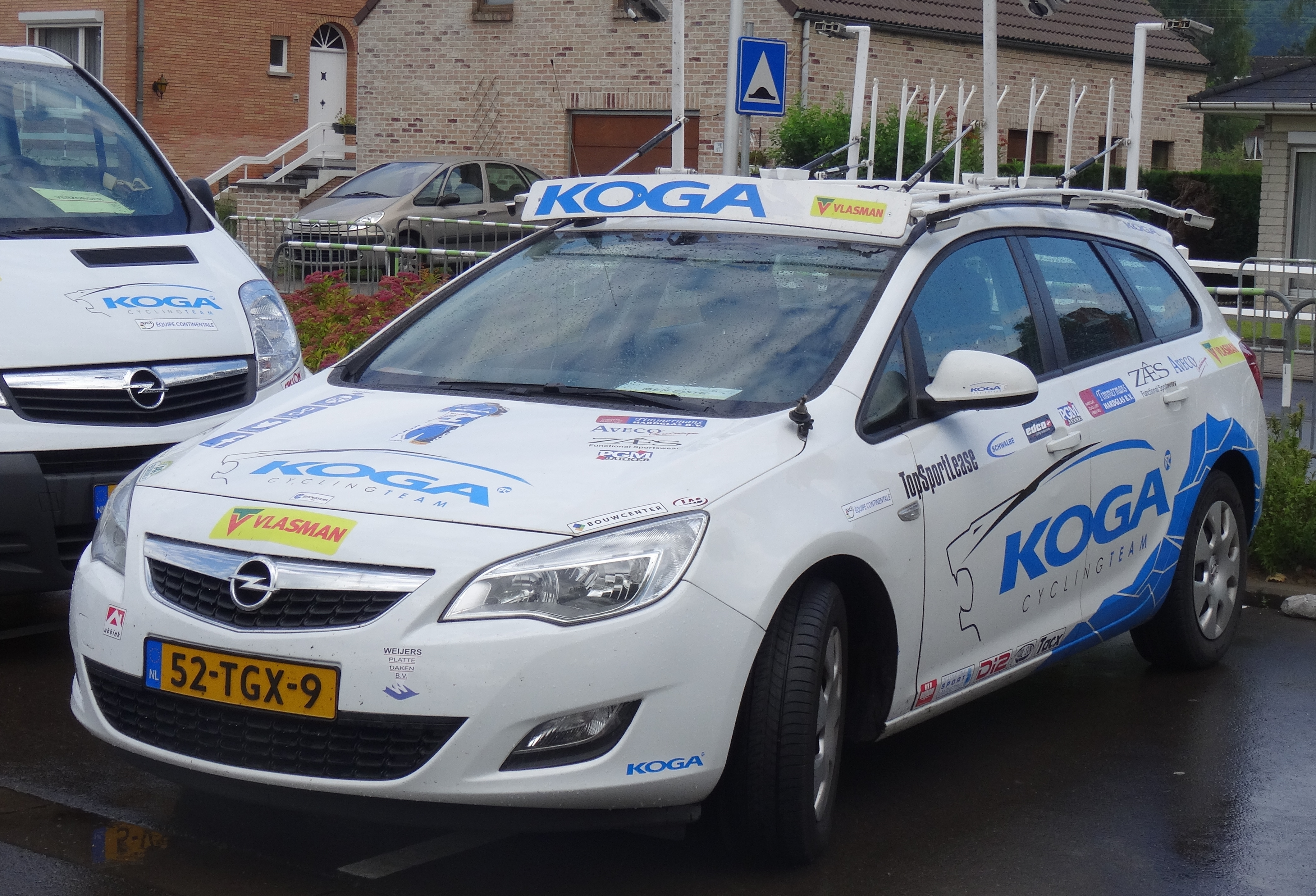
Voiture de l'équipe en 2014

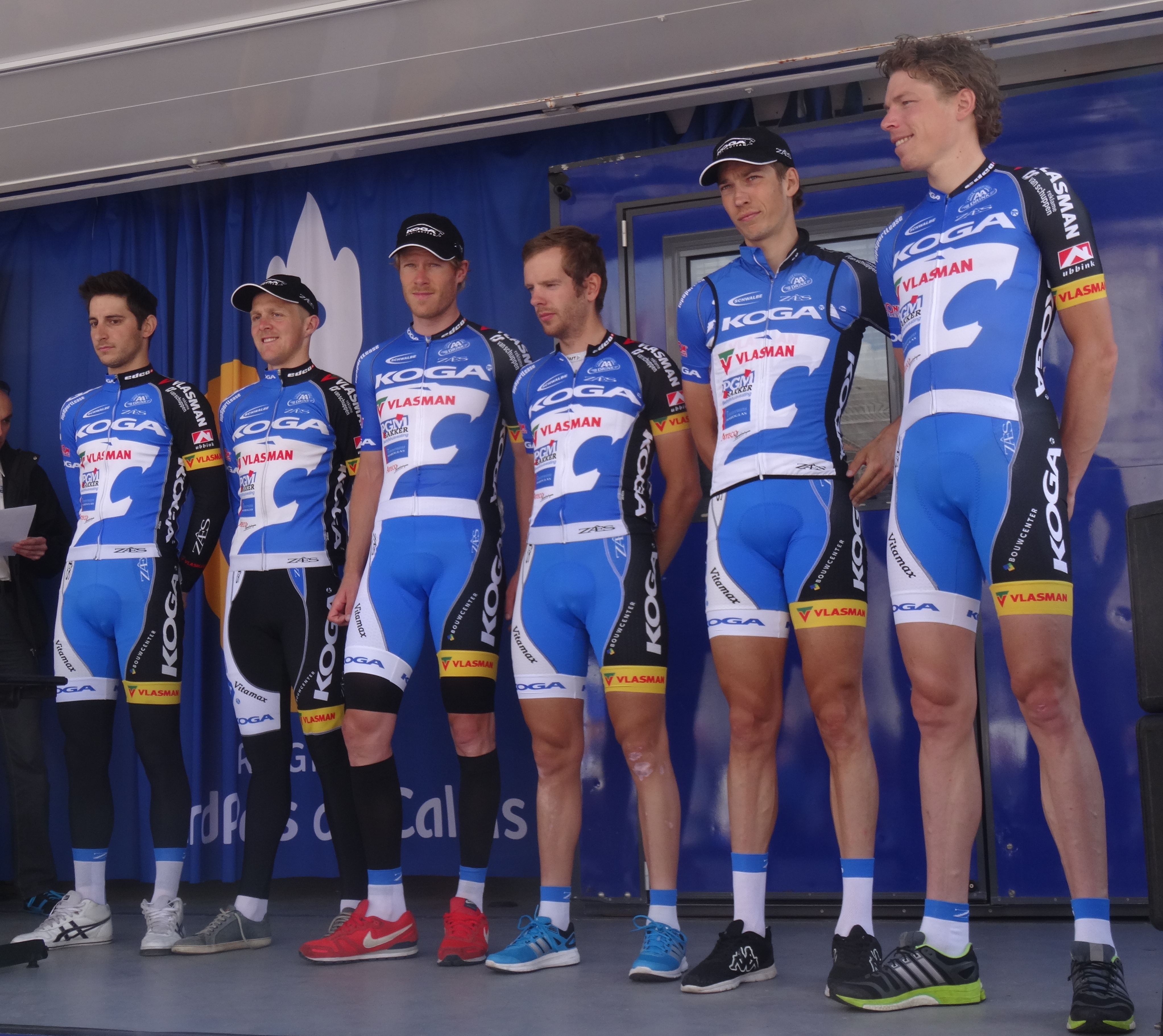
L'équipe en 2014

Pour les articles homonymes, voir Koga.
L'équipe cycliste Koga (connue également sous le nom de Axa puis Ubbink) est une équipe néerlandaise de cyclisme professionnel sur route, active de 1999 à 2014. Durant son existence, l'équipe court avec le statut d'équipe continentale.

## Histoire de l'équipe
L'équipe est en 2014 composée de dix-sept coureurs, tous néerlandais. Elle remporte une victoire sur piste le 14 janvier : Wim Stroetinga et Leif Lampater remportent les Six jours de Brême, et six victoires sur des courses de l'UCI Europe Tour, toutes remportées par Wim Stroetinga : Zuid Oost Drenthe Classic I le 26 avril, les 3e, 4e, 5e et 6e étapes de l'Olympia's Tour du 14 au 17 mai, et la Ronde van Midden-Nederland le 31 août.
Elle disparaît à la fin de la saison 2014, mais une nouvelle équipe, SEG Racing, voit le jour à partir de sa structure.

## Principales victoires
- Beverbeek Classic : Marcel Luppes (1999), Mark Vlijm (2003)
- Omloop der Kempen : Anthony Theus (2000), Mark Vlijm (2002), Alain van Katwijk (2003), Niki Terpstra (2005)
- PWZ Zuidenveld Tour : Edwin Dunning (2001), Pascal Hermes (2003), Peter van Agtmaal (2004), Wim Stroetinga (2014)
- Tour du Faso : Joost Legtenberg (2001)
- Ster van Zwolle : Mark Vlijm (2003), Marvin van der Pluijm (2006), Dennis Smit (2007), Robin Chaigneau (2012)
- Tour d'Overijssel : Alain van Katwijk (2003), Jens Mouris (2004)
- Ronde van Midden-Nederland : Peter Möhlmann (2005), Niki Terpstra (2006), Wim Stroetinga (2011, 2014)
- Arnhem Veenendaal Classic : Paul van Schalen (2005)
- Tour de Hollande-Septentrionale : Paul van Schalen (2005)
- OZ Wielerweekend : Niki Terpstra (2006)
- Tour du Limbourg : Wim Botman (2007), Bart van Haaren (2012)
- Baronie Breda Classic : Rene Hooghiemster (2011)
- Prix national de clôture : Wim Stroetinga (2012)

## Classements UCI
Entre 1999 et 2004, l'équipe  est classée parmi les Groupes Sportifs III (GSIII), la troisième catégorie des équipes cyclistes professionnelles. Les classements détaillés ci-dessous pour cette période sont ceux de la formation en fin de saison.
| Saison | Classement par équipes | Meilleur coureur au classement individuel |
| ------ | ---------------------- | ----------------------------------------- |
| 1999   | 12e (GSIII)            | John den Braber (926e)                    |
| 2000   | 6e (GSIII)             | John den Braber (652e)                    |
| 2001   | 3e (GSIII)             | Joost Legtenberg (556e)                   |
| 2002   | 2e (GSIII)             | Mark Vlijm (328e)                         |
| 2003   | 11e (GSIII)            | Paul van Schalen (401e)                   |
| 2004   | 24e (GSIII)            | Arthur Farenhout (782e)                   |

À partir de 2005, l'équipe participe aux circuits continentaux.
UCI Africa Tour
| Saison | Classement par équipes | Meilleur coureur au classement individuel |
| ------ | ---------------------- | ----------------------------------------- |
| 2012   | 20e                    | Bouke Kuiper (109e)                       |

UCI Asia Tour
| Saison | Classement par équipes | Meilleur coureur au classement individuel |
| ------ | ---------------------- | ----------------------------------------- |
| 2005   | 25e                    | Peter van Agtmaal (66e)                   |
| 2012   | 56e                    | Wim Botman (178e)                         |

UCI Europe Tour
| Saison | Classement par équipes | Meilleur coureur au classement individuel |
| ------ | ---------------------- | ----------------------------------------- |
| 2005   | 39e                    | Paul van Schalen (48e)                    |
| 2006   | 64e                    | Niki Terpstra (87e)                       |
| 2007   | 73e                    | Paul van Schalen (208e)                   |
| 2012   | 52e                    | Wim Stroetinga (113e)                     |
| 2013   | 91e                    | Gorik Gardeyn (377e)                      |
| 2014   | 56e                    | Wim Stroetinga (74e)                      |

## Saisons précédentes
- Saison 2014